# Virgen del Rosario de Agua Santa
La Virgen del Rosario de Agua Santa es una advocación mariana de Ecuador que nació en el siglo XVII en el pueblo de Baños de Agua Santa. Dicho poblado nació como fruto de las distintas expediciones y misiones que se desarrollaron en Maynas y el resto de territorios de la Amazonía durante la Real Audiencia de Quito.

## Historia
Es una imagen de la Virgen María que se encuentra en la ciudad de Baños de Agua Santa en donde inicia formalmente la Amazonía de Ecuador. Fue junto a la advocación a la Virgen de Guápulo, Quinche y Cisne una de las principales durante la Real Audiencia de Quito. Teniendo importancia especialmente en la zona central de los Andes. Fue construida en madera a excepción de la mascarilla del rostro que es de plomo. Mide un metro y treinta y cuatro centímetros. Sobre la devoción que existe hacia esta imagen, narra el religioso Julio Matovelle lo siguiente:

Todos los años, el martes que antecede á la cuaresma, es honrada Nuestra Señora de Agua Santa con una fiesta solemne, precedida de novena suntuosísima, concurridas ambas por numerosos peregrinos. Entre el año acuden también éstos, á veces en copiosas, ordenadas y edificantes multitudes, que al regresar del santuario pregonan extraordinarias mercedes.
Julio Matovelle

Su devoción aumentó después de la erupción del Tungurahua en el año de 1773. Por esta razón en el poblado de Pungalá se construyó una devotísima capilla, que se encontraba dedicada a la Virgen María. Algo similar ocurrió en las ciudades donde se encontraban los dominicos.Dicho suceso se narró de la siguiente manera:

A veinte y tres de Abril (de dicho año) reventó el famoso Tunguragua, el que iso gravísimos perjuicios, en todos sus contornos, vomitando incomparable copia de fuego, agua ardiente, y piedras de considerable y diversa magnitud. Pero el pueblo de Baños, que está muy inmediato á él, y en su falda, no perdió ni una alma de sus avitadores, respecto á que cuando la gente vió el tremendo incendio, y bocanadas que el Cerro echaba, todo se acogió á la iglesia, á pedir favor, y misericordia, á la Majestad de Dios, por intercesión de su Santísima Madre, que la tenían allí en una Imagen, como Patrona del pueblo, con la vocación de Nuestra Señora de los Baños, consolándose solo en lo natural, con serrar las puertas de la Iglesia, que es pequeña, y mira su puerta rectamente al Cerro, y sucedió el caso más raro, que bajando la mayor porción de agua contra el Pueblo, y su Iglesia, se dividió estando ya inmediata á dicha Iglesia, y aun tocando á sus puertas, y paredes, la dejó aislada, y por consiguiente quieta, y seca, corriendo solo esas caudalosas avenidas, por el resto del Pueblo, cargando con todas las casas, y muebles, dejando solo pobrísimos á los escapados.
Crónica del siglo XVIII